# برايس لونغ
برايس لونغ (بالإنجليزية: Brice Long)‏ هو مغن مؤلف أمريكي، ولد في 23 أغسطس 1971 في هوبكينزفيل في الولايات المتحدة.